# Pas de la Casa

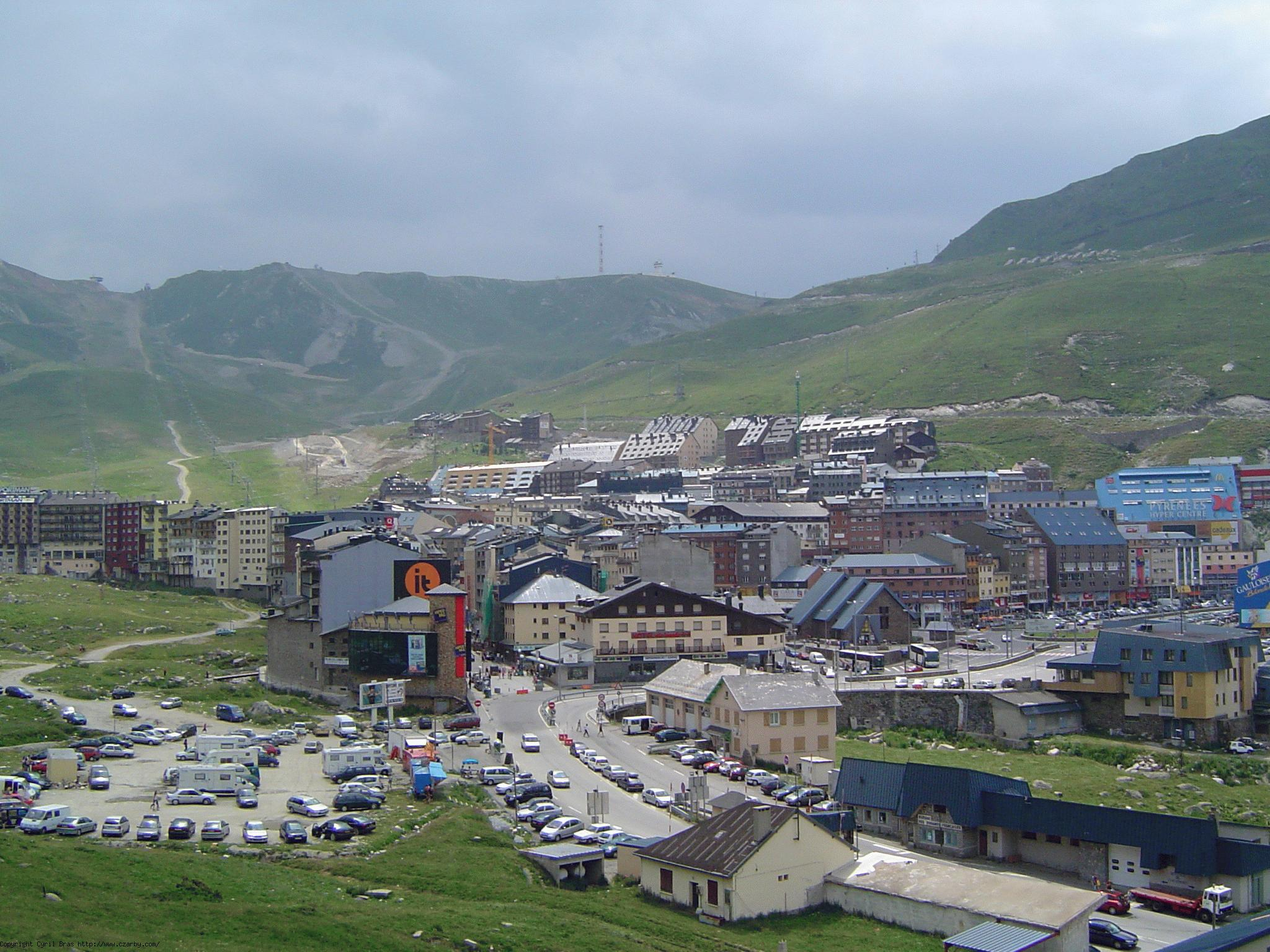
Ortsansicht Pas de la Casa

Pas de la Casa (französisch Pas de la Case) ist eine Ortschaft im Fürstentum Andorra an der Grenze zu Frankreich. Sie gehört zur Gemeinde (parròquia) von Encamp und liegt auf einer Höhe von rund 2081 Metern. Im Jahre 2024 hatte der Ort 2167 Einwohner.

## Geografie
Der Ort liegt 2 km unterhalb der Quelle der Ariège, welche hier die Grenze zu Frankreich bildet, und ist die einzige Siedlung Andorras auf der Nordseite des Pyrenäenhauptkamms. Vom übrigen Andorra ist Pas de la Casa durch den Höhenzug mit dem Envalirapass getrennt. Die Umgebung des Ortes ist bekannt als Solana de Andorra, früher Bac de la Casa.

## Etymologie
Pas de la Casa (deutsch Passage/Weg des Hauses), auch Pas del Bac, war der Name des Wirtschaftswegs von Andorra nach Frankreich, benannt nach einer Hirtenhütte, neben welcher der Weg über eine Furt durch die Ariège führte.

## Geschichte
Anfang des 20. Jahrhunderts wurde eine Steinbrücke über die Ariège gebaut, welche Kurt Tucholsky 1923 überquerte.
Mit dem Bau der Fahrstraße über den Port d’Envalira entstand 1929 eine bewirtschaftete Berghütte auf der andorranischen und mit Eröffnung der Passstraße 1933 ein Zollhaus auf der französischen Seite der Brücke.
1945–50 wurde eine Straßenzeile von Holzbaracken errichtet, für den Verkauf von aus Spanien importierten Lebensmitteln und Bedarfsartikeln, für die es in Frankreich in den Nachkriegsjahren eine große Nachfrage gab.
Der Wintersport begann 1956/57 mit der Errichtung des ersten Skilifts. In den folgenden Jahrzehnten wuchs der Ort kontinuierlich durch den Bau zahlreicher Hotels und Apartments. In den Sechziger Jahren unterstellte die Gemeinde Encamp alle Immobilien in Pas de la Casa einem Erbpachtvertrag. Dies und die Entfernung zu Encamp führten zu Bemühungen, für Pas de la Casa den Status einer selbstständigen Gemeinde zu erreichen, was bisher aber von Encamp abgelehnt wird.

## Wirtschaft
Pas de la Casa lebt im Wesentlichen von Tagesbesuchern aus dem angrenzenden Südwestfrankreich, welche für den zollfreien Einkauf kommen. Die zahlreichen Geschäfte haben ein großes Warenangebot, vor allem an Alkohol und Tabakwaren, aber auch an Mikroelektronik, Kleidung, Sportartikeln und Lebensmitteln. Durch den kontinuierlichen Preisanstieg für Zigaretten in Frankreich nimmt die Zahl der Besucher weiter zu.
Ebenso bedeutsam ist der Tourismus. Neben den Geschäften ist das Ortsbild durch mehr als 30 Hotelanlagen und viele Ferienwohnungen geprägt. 1996 verfügte Pas de la Casa bereits über 20 Skilifte und Abfahrtspisten mit einer Gesamtlänge von rund 75 Kilometern. Dort gab es in den 1980er Jahren auch die ersten Schneekanonen der Pyrenäen. Mittlerweile ist Pas de la Casa ein Teil von Grandvalira, dem mit 200 Pistenkilometern größten Skigebiet Südeuropas.
In Pas de la Casa wird 20 % des Bruttosozialprodukts Andorras erwirtschaftet.

## Bevölkerung und Sprachen
Der größte Teil der Tagesbesucher sowie zahlreiche Beschäftigte, vor allem in den Geschäften, sind Franzosen.
Neben katalanisch, der offiziellen Sprache Andorras, wird überall auch französisch gesprochen.
Eine politische Gruppe aus der französischen Minderheit, die Front Envaliran de Libération (FEL), beklagt die Arbeitsverhältnisse vor Ort und hat sich wiederholt eingesetzt für eine von Andorra unabhängige „Republik Envalira“, mit Anlehnung an Frankreich.

## Verkehr
Straße: Pas de la Casa ist über die französischen N22 und N20 mit Ax-les-Thermes / Toulouse und mit Bourg-Madame / Perpignan verbunden, sowie über die CG2 mit Andorra la Vella, sowohl über den Port d’Envalira als auch durch den Tùnel d’Envalìra.
Eisenbahn: Bahnstation L’Hospitalet-près-l’Andorre, 9 km entfernt (Pendelbusverkehr).
Flugzeug: Flughäfen Toulouse und Barcelona (Busverbindungen).